# Carl August Simon
Carl August Simon (* 11. März 1817 in Saarlouis; † 23. Mai 1887 in Siena, Italien) war ein preußischer Generalmajor und Festungsbauingenieur.

## Leben

### Herkunft
Carl August Simon war der Sohn von Thomas Simon und Susanna Auguste Walther (1788–1863), sein jüngerer Bruder war der 1848er Revolutionär Ludwig Simon.

### Militärkarriere
Simon besuchte das Gymnasium in Trier, an dem sein Vater unterrichtete. Nach seinem Abschluss trat er am 18. März 1834 als Einjährig-Freiwilliger in die 1. Reserve-Pionier-Kompanie der Preußischen Armee in Luxemburg ein. Zur weiteren Ausbildung absolvierte er von Oktober 1835 bis September 1838 die Vereinigte Artillerie- und Ingenieurschule und wurde zwischenzeitlich als Portepeefähnrich in die 7. Pionier-Abteilung versetzt. Nach Beendigung seiner Ausbildung avancierte er Mitte Oktober 1838 zum aggregierten Sekondeleutnant bei der 3. Ingenieur-Inspektion.
1839 wurde Carl August wegen eines Pistolenduells zu Festungshaft verurteilt, jedoch schon bald begnadigt, obwohl der Gegner an seinen Verletzungen starb.
Am 1. Oktober 1841 wurde er in die 1. Reserve-Pionier-Kompanie versetzt und am 17. Dezember 1842 dort einrangiert. 1844 unterstützte er seinen Bruder in dessen beginnender politischer Tätigkeit, indem er ihm half, einen Brief unter Umgehung der preußischen Zensur von Luxemburg aus abzuschicken.
Am 4. Januar 1845 wurde Simon Adjutant der 7. Pionier-Abteilung und kam am 20. April 1847 zu Fortifikationsdiensten nach Minden. Von dort ging er am 1. Oktober 1849 in die 2. Reserve-Pionier-Kompanie nach Mainz. Am 30. Mai 1850 wurde er in die 2. Ingenieur-Inspektion versetzt und zu Fortifikationsdiensten nach Cosel kommandiert. Ab Mitte Juni 1850 war Simon in Torgau tätig und stieg bis Anfang Dezember 1852 zum Hauptmann auf. Am 23. Januar 1855 erhielt er die Ernennung zum Kommandeur der 2. Kompanie der 3. Pionier-Abteilung. Am 28. September 1856 kam er zu Fortifikationsdiensten nach Wittenberg. Daran schloss sich ab Oktober 1858 eine Verwendung als Ingenieuroffizier vom Platz in Cosel und am Ende August 1861 in Saarlouis an. In Saarlouis erhielt er am 4. Juni 1862 seine Beförderung zum Major, am 20. September 1866 die zum Oberstleutnant und am 23. Juli 1868 den Charakter als Oberst. Unter Verleihung des Patents zu seinem Dienstgrad wurde Simon am 19. April 1870 zum Inspekteur der 1. Festungs-Inspektion ernannt. In dieser Stellung erhielt er am 22. März 1873 den Charakter als Generalmajor, bevor er am 16. April 1874 unter Verleihung des Kronen-Ordens II. Klasse mit Pension zur Disposition gestellt wurde.
Den Ruhestand verbrachte er in Wiesbaden, teilweise auch in der Schweiz und in Italien. Er starb am 23. Mai 1887 in Siena.
Wohl Ende 1883 lernte Simon in der Schweiz Friedrich Nietzsche kennen und freundete sich mit ihm an. Als Simon 1887 starb, äußerte Nietzsche zu seinem Freund Franz Overbeck: Der Tod des „alten strengen, mir sehr zugethanen Militairs ist wirklich für mich ein Verlust: er hat so oft mir, um Kantisch zu reden, die ‚Kritik der praktischen Vernunft‘ dargestellt, daß ich nunmehr, im Ausland, noch ein gut Theil verlassener und ‚unpraktischer‘ daran bin als vorher. Er starb in Siena, 71 [recte: 70] Jahre alt. Bei einer kleinen Verschiebung der Dinge wäre er vielleicht einer der einflußreichsten und höchstgestellten Militärs im damaligen Deutschland geworden, er gehörte zur Familie jener begabten Revolutionärs Simon.“

### Familie
Am 28. März 1861 heiratete er in Cosel die verwitwete Ida Schmalfuß, geb. Sutthoff (1826–1879), eine Tochter des Amtsmanns Friedrich Jacob Sudhoff. Das Paar hatten drei Töchter, die vielleicht aus der ersten Ehe seiner Frau stammten.